# Дромеозавр
Дромеозавр (Dromaeosaurus) — рід ящеротазових динозаврів родини Дромеозавриди (Dromaeosauridae). Незважаючи, що його рештки виявили ще на початку минулого століття, наразі дромеозавр вивчений погано. Фактично, приблизний вигляд динозавра відтворений по єдиному екземпляру. Проте одиночні зуби знаходять у великій кількості. Дромеозавр володів гнучким тілом з довгими ногами, що прекрасно підходили для швидкого бігу.
Існував дромеозавр в кінці крейдяного періоду, близько 76,5—74,8 млн років тому. Був поширений на території сучасної Канади (провінція Альберта) та на північному заході США (штати Монтана, Вайомінг).

## Історія досліджень
Попри велику кількість літератури та речових реконструкцій, що встановлені у музеях, сам дромеозавр відомий лише по небагатьох знахідках. Перші рештки були знайдені американським палеонтологом Барнумом Брауном у 1914 році в ході експедиції Американського музею природознавства до річки Ред-Дір у провінції Альберта в Канаді. Знахідка складалась з частин черепа, фрагментів кісток ніг та кисті. Череп завдовжки 24 см. Протягом століття в Канаді та США було знайдено ряд дрібних деталей, включаючи кілька десятків зубів.

## Опис

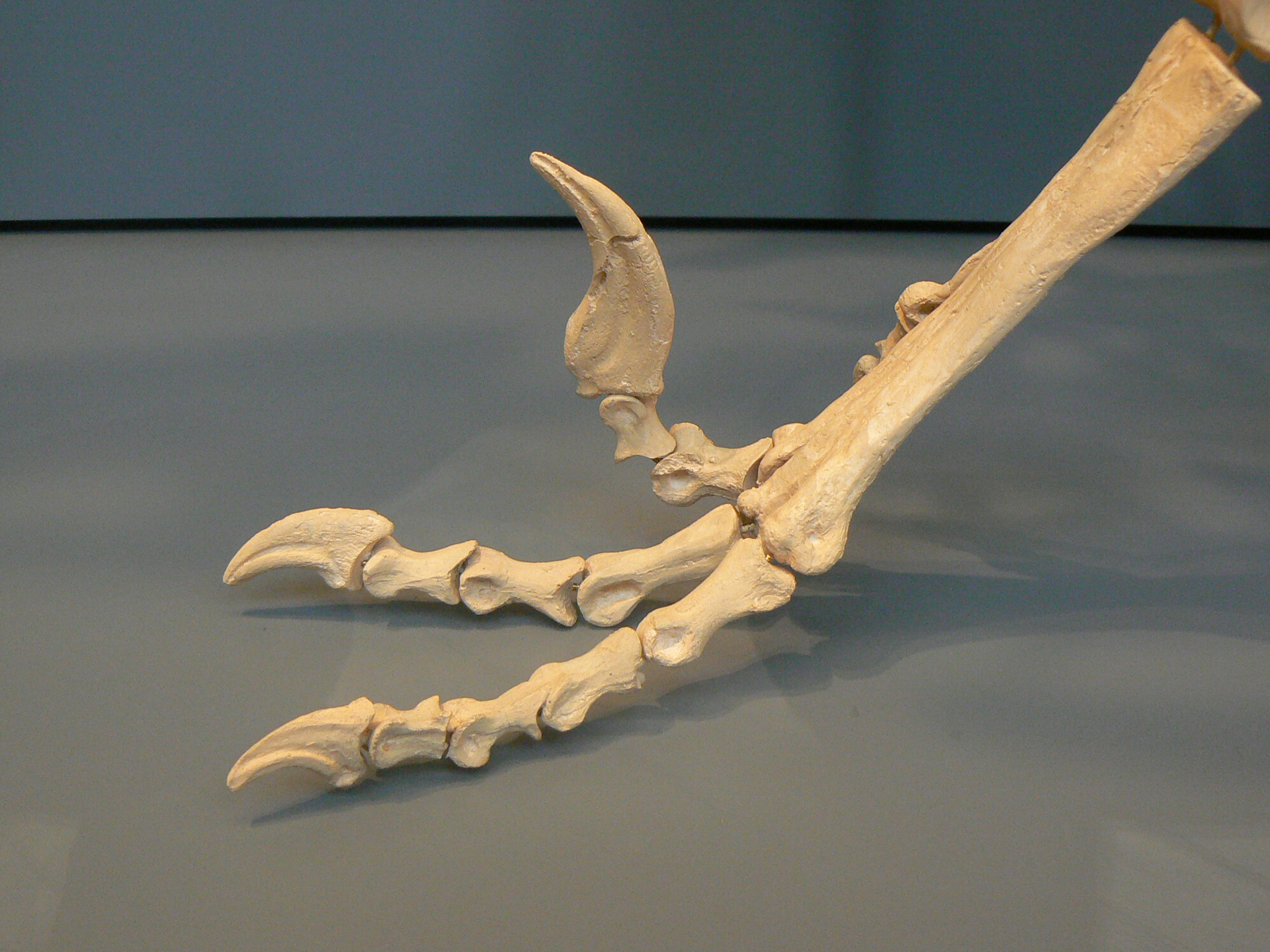
Кінцівка дромеозавра з кігтем

Дромаозавр був хижаком середніх розмірів, близько 2 м завдовжки та 16 кг маси тіла. Хоча дромеозаври були порівняно невеликими динозаврами, проте у них був великий мозок та великі очі. Вважається що дромеозаври були розумнішими порівняно з іншими динозаврами. Крім того, вони пересувались і мали хорошу координацію.

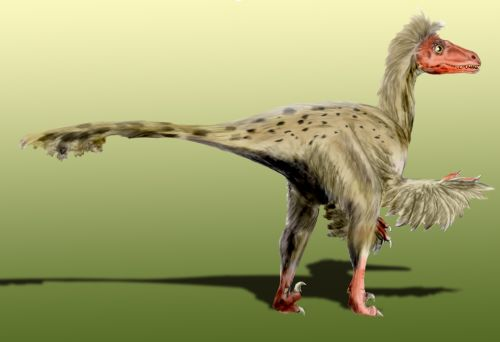
Художня реконструкція

При нападі, дромеозавр використовував два види зброї. Перша — це дуже гострі зуби, якими він розривав шкіру жертви. На передній і задній стороні зубів були зазубрини, які розрізали м'язові волокна. Завдяки загнутій формі зубів, дромеозавр виривав кусок м'яса різким поворотом голови. Інша зброя — дуже довгий кіготь на пальцях нижніх кінцівок. Цей кіготь був напрямлений догори та не заважав при ходінні.

## Палеобіологія
Від більшості своїх родичів дромеозавр відрізняється коротким масивним черепом, глибокою нижньою щелепою і міцними зубами. Через свої невеликі розміри, дромеозаври полювали з особливою обережністю на велику здобич. Щоб вбити свою жертву вони використовували кігті на передніх та задніх кінцівках. Дромеозаври полювали зграями. Під час нападу вони розраховували на свою спритність та швидкість. Є думка, що дромеозавр міг пересуватись зі швидкістю до 60 км/год[джерело?]. Дромеозаври мали хороший нюх, який використовували на полюванні та для спілкування всередині зграї.